# Лондонски метрополитен
Лондонски метрополитен (на английски: London Underground, наричан от лондончани също и the Tube, „Тръбата“) е подземната железница, обслужваща Лондон и някои части на съседните графства Бъкингамшър, Есекс и Хартфордшър в Обединеното кралство. Лондонското метро е най-старото в света.
Метрото има своя произход от Метрополитън Рейлуей, първата подземна железница в света. Отваря през 1863 и сега е част от линиите Съркъл, Хамърсмит и Сити и Метрополитън; първата линия, изпълнявана от електрически влакове, Сити и Саут Лондон през 1890, по-късно е част от Северната линия. Мрежата е разширена до 11 линии и през 2017 – 2018 г. обслужва 1,379 млрд. пасажери, правейки Лондонското метро 11-а по натовареност система. Всичките 11 линии заедно обслужват около 5 милиона пасажери на ден.
Системата има 270 метростанции и 400 km релсов път. Въпреки името си, само 45% от системата е всъщност под земята в тунели, като по-голямата част от мрежата извън центъра на Лондон е на повърхността. Освен това, метрото не покрива най-южните части на Голям Лондон – по-малко от 10% от станциите се намират на юг от река Темза.

## История

### Ранни години
В средата на XIX век Лондон бил най-големият град в света с над 2,5 млн. души население, и площ над 100 km². Улиците били тесни и почти непрекъснато задръстени от конски впрягове – основно превозно средство в тези години.
В околностите на града имало отлично развита железопътна мрежа, но влаковете не можели да влизат навътре в Лондон.

## Идея и начало на строежа
Най-добрият начин да се подобри транспортът би бил да се вкарат влаковете под земята. Първоначалната идея била да се изкопаят канали с необходимата дълбочина, които след това да се покрият и така да се получат тунели. Идеята била отлична и работата започва.
През 1865 г. собствениците на метрото купуват първия тунел под река Темза, построен през 1843 г. от сър Марк Брюнел, за да бъде продължена линията. Само 4 години след пускането на метрото с него вече се придвижват по 40 000 души на ден. Стремително се разширяват и други линии, което през 1884 г. свързва гара „Централ“ с метрото.
Появява се първият проблем. По това време локомотивите се захранват с дърва и въглища, а от комините излизало огромно количество пушек, който би бил задушил пътниците. Проблемът е решен със създаването на специален резервоар за пушек, намиращ се веднага след локомотива. Оказало се, че резервоарите се пълнят много бързо и трябва да бъдат изпразвани периодично. Строителите отворили шахти, през които локомотивите изпразвали резервоарите, а тези шахти хитро били замаскирани като къщи, но без покрив. Това става голямо неудобство с разширяване на линията.
През 1900 г. лондонското метро започва да се електрифицира благодарение на американския бизнесмен Чарлз Йеркс, който прави това в Чикаго, а по-късно неговият опит се използва в Лондон. Започват да се поставят още две релси, заедно с първите две, по които се подава постоянен ток с напрежение 650 V, който чрез токоприемник преминава в мотрисата и задвижва електродвигателите. Така освен чисто, метрото станало и сравнително безшумно и многократно по-бързо. В началото пътниците били ужасени от безшумно приближаващите се машини, но скоро свикнали.
За да захранват с електричество метрото, собствениците решават да предприемат нова решителна крачка, създавайки най-голямата тогава електроцентрала в света, която нарекли „Lots Road Power Station“. Построена на брега на Темза, изгарящата въглища електроцентралата добивала електроенергия с помощта на парни турбини, които задвижвали мощни генератори. Експлоатацията на станцията е прекратена през 2002 г.
С увеличаване на дълбочината на тунелите (до 30 – 40 m), достъпът до пероните ставал по-труден за гражданите. Собствениците решават да изградят асансьори, но те били много малки и бавни. Тогава британците приемат друго американско изобретение – ескалаторът. В началото лондончани отказвали категорично да се качват на ескалаторите, смятайки ги за опасни и ненадеждни. Управата се принудила да наеме инвалид, който по цял ден да се вози на ескалаторите, и така да убеди гражданите, че са безопасни. След почти половин век, през 1987 г., точно ескалаторите стават причина за една от най-големите трагедии в лондонското метро.

## Метрото като бомбоубежище
По време на Втората световна война метрото става най-сигурното убежище за гражданите при нападенията на нацистките самолети. Чудно, но в началото властите не разрешават на гражданите да се укриват на пероните. Те обаче се изхитрили, купували си билети и оставали там, докато не отмине заплахата. Цели семейства с малки деца спели на пероните. Скоро правителството разрешава метрото да се ползва като бомбоубежище, дори били поставени легла, тоалетни, а от специално оборудвани за целта вагони се раздавали закуски и чай.
На 11 януари 1941 г. германска бомба удря директно залата за продажба на билети на Банк стейшън. Сградата и надземната жп линия се срутва върху станцията на метрото, убивайки 56 души.
Хитлер губи Битката за Британия, но не се отказва да атакува столицата. Тъкмо спрелите да спят всяка нощ в метрото граждани са принудени отново да се върнат там, след като германците започват да изстрелват срещу Лондон ракети Фау-1 и Фау-2.
На 3 март 1943 година във входа на „Бетнал грийн стейшън“ попада противовъздушна ракета от нов тип, изстреляна само от няколкостотин метра от станцията. Загиват 171 граждани, стотици са ранени. Въпреки това метрото спасява живота на хиляди лондончани.
Британското правителство дори решава в един от незавършените тунели да бъде разположен завод за производство на части за самолети.

## Огнена стихия
На 18 ноември 1987 г. огнена стихия обхваща станцията „Кингс Крос – Сейнт Панкрас“. 31 лондончани загиват в пожара и от отровните газове, причинени от запалените изкуствени материи и облицовки на станцията, многократно повече са обгазени.
Следствието установява, че пожарът е започнал от неизгасена цигара, която попада под движещите се стъпала на дървените ескалатори. Под ескалаторите са падали частици дървесина, които се смесвали с остатъци от грес, прах и др. частици, създавайки свръхзапалителна среда. В резултат пушенето е забранено, а дървените ескалатори са заменени с по-надеждните стоманени.

## Терористични атаки
Метрото винаги е било желана цел за терористите. Малките пространства, многото пасажери и наличието на прикритие сред тълпата, кара терористите да опитват атаки още от края на XIX век.
- През януари 1885 година бомба избухва близо до станция „Юстън скуеър“;
- Бомба е хвърлена от анархисти, на станция „Алдерсгейт“ (сега Барбикан) през 1897 година;
- През февруари 1913 година е открита и обезвредена бомба на станция „Уестбърн парк“. Бомбата вероятно била поставена от суфражетки, борещи се за избирателни права на жените;
- На 3 февруари 1939 година е поставена бомба на станцията намираща се на „Тотнъм Корт Роуд“ и „Лестър Скуеър“. Бомбата е поставена в багаж от Ирландската Републиканска Армия (ИРА);
- На 23 август 1973 година е открита бомба в изоставена чанта на спирка „Бейкър Стрийт“, близо до гишетата за продажба на билети. Бомбата е обезвредена. Няколко седмици по-късно, служител на метрото открива отново чанта-бомба, поставена почти на същото място, която отново е обезвредена;
- През декември 1973 година, чанта-бомба е взривена в телефонна будка на станция „Слоун скуеър“. Пострадали няма;

- На 13 февруари 1976 година е намерена бомба в малък куфар, на станция „Оксфорд Съркъс“;
- 4 март 1976 година, бомба избухва в празен влак, близо до станция „Канон стрийт“, наранявайки осем пътника, намиращи се в преминаващ в същия момент влак;
- 15 март 1976 година, бомба заложена от ИРА се взривява на станция „Уест Хем“. Бомбата е сложена от Винсънт Кели, който вероятно обърква влаковете и се опитва да се върне в района на „ситито“. Кели прострелва охраната на влака и застрелва водача на мотрисата Джулиъс Стивън, който се опитва да го задържи. Самоубива се преди да бъде заловен от полицията;[5]
- 16 март 1976 година, празна мотриса е напълно разрушена от бомбен взрив, близо до станция „Ууд Грийн“. Влакът е трябвало да превозва фенове на футболния тим „Арсенал“, но взривът става по-рано, ранявайки един пътник, стоящ на перона. Трима мъже са заловени за атентата и са осъдени на по 20 години затвор;[6]
- 19 февруари 1991 година бомба поставена от ИРА избухва в кошче за боклук на гара „Виктория стейшън“. Терористите подават предупреждение за бомбата в Скотланд Ярд. Въпреки блокадата на гарата, пренебрегвайки предупрежденията на полицията, фотографът Дейвид Корнър се приближава до гарата и е убит от взривната вълна. Пострадват леко още 30 души;
- 29 август същата година, три запалителни устройства са открити във влак, пътуващ към станция „Хамърсмит“;
- 23 декември същата година, две бомби на ИРА избухват, една във влака към станция „Хароу он дъ хил“ а друга във влак, престояващ на депо. Пострадали няма.
- На 7 юли 2005 година, три бомби експлодират при координирана терористична атака във влакове на метрото, пътуващи между станциите „Олдгейт“ и „Ливърпул стейшън“, „Ръсел скуеър“ и „Кингс Крос стейшън“, „Еджуеър роуд“ и „Падингтън стейшън“. Двуетажен автобус, намиращ се на „Tavistock Square“ също е разрушен. Бомбите са задействани от четирима терористи-камикадзе. Взривовете отнемат живота на 52 души, а други 700 са ранени.

## Линии на Лондонското метро
| Название на линията | Название на линията  | Лого и цвят | Откриване           | Тип на линията   | Дължина  | Брой станции |
| на български        | на английски         | Лого и цвят | Откриване           | Тип на линията   | Дължина  | Брой станции |
| ------------------- | -------------------- | ----------- | ------------------- | ---------------- | -------- | ------------ |
| Бейкърлу            | Bakerloo Line        |             | 10 март 1906 г.     | подземна         | 23,2 km  | 25           |
| Централна           | Central Line         |             | 30 юли 1900 г.      | подземна         | 74 km    | 49           |
| Кръгова             | Circle Line          |             | 1884 г.             | под повърхността | 27 km    | 36           |
| Дистрикт            | District Line        |             | 24 декември 1868 г. | под повърхността | 64 km    | 60           |
| Хамърсмит и Сити    | Hammersmith & City   |             | 10 януари 1863 г.   | под повърхността | 25,5 km  | 29           |
| Юбилейна            | Jubilee Line         |             | 1 май 1979 г.       | подземна         | 36,2 km  | 27           |
| Метрополитен        | Metropolitan Line    |             | 10 януари 1863 г.   | под повърхността | 67 km    | 34           |
| Северна             | Northern Line        |             | 18 декември 1890 г. | подземна         | 58 km    | 52           |
| Пикадили            | Piccadilly Line      |             | 15 декември 1906 г. | подземна         | 73,97 km | 53           |
| Виктория            | Victoria Line        |             | 1 септември 1968 г. | подземна         | 21 km    | 16           |
| Ватерло и Сити      | Waterloo & City Line |             | 8 август 1898 г.    | подземна         | 2,37 km  | 2            |